# Franz Christoph von Hutten
Franz Christoph von Hutten zu Stolzenfels (Wiesenfeld, 6 marzo 1706 – Spira, 20 aprile 1770) è stato un cardinale e vescovo cattolico tedesco.

## Biografia
Franz Christoph nasce nel castello di Stolzenfels, Wiesenfeld, il 6 marzo 1706, figlio di Franz Ludwig e Johanna Juliana von Bicken.
Dopo gli studi iniziali, decide di percorrere la carriera ecclesiastica. Riceve la tonsura il 18 novembre 1716. In seguito prosegue i suoi studi nel seminario dei Nobili di Würzburg. Dal 1727 è a Roma, ove studia teologia alla Pontificia Accademia dei Nobili Ecclesiastici. Studia infine legge all'università di Siena. Riceve il suddiacono a Würzburg l'11 giugno 1729.
Canonico della collegiata di Sant'Albano di Magonza e di San Nicola di Comburg, nel 1730 entra a far parte del capitolo della cattedrale di Spira. È il più giovane membro, finora, ad occupare questa carica ecclesiastica.
Il 14 novembre 1743 è eletto dal capitolo della cattedrale vescovo di Spira ed ottiene la conferma papale il 3 febbraio 1744. Ordinato sacerdote il 1º gennaio 1744, riceve l'ordinazione episcopale a Bruchsal il 17 maggio 1744 dalle mani di Christoph Nebel, vescovo ausiliare di Magonza.
Al pari del suo predecessore, si impegna per la diffusione della riforma conciliare tridentina nella sua diocesi.
Fu creato cardinale presbitero da papa Clemente XIII nel concistoro del 23 novembre 1761. Tuttavia, non scese mai a Roma per l'assunzione del titolo cardinalizio. Per motivi di salute, non partecipò nemmeno al conclave del 1769, che portò all'elezione di papa Clemente XIV.
Morì il 20 aprile 1770 nel palazzo episcopale di Spira. I suoi resti riposano nella chiesa di San Pietro di Bruchsal.

## Genealogia episcopale e successione apostolica
La genealogia episcopale è:
- Cardinale Guillaume d'Estouteville, O.S.B.Clun.
- Papa Sisto IV
- Papa Giulio II
- Cardinale Raffaele Riario
- Papa Leone X
- Papa Clemente VII
- Cardinale Antonio Sanseverino
- Cardinale Giovanni Michele Saraceni
- Papa Pio V
- Cardinale Innico d'Avalos d'Aragona, O.S.Iacobi
- Cardinale Scipione Gonzaga
- Patriarca Fabio Biondi
- Papa Urbano VIII
- Cardinale Cosimo de Torres
- Cardinale Francesco Maria Brancaccio
- Vescovo Miguel Juan Balaguer Camarasa, O.S.Io.Hier.
- Papa Alessandro VII
- Arcivescovo Maximilian Heinrich von Bayern
- Vescovo Johann Heinrich von Anethan
- Arcivescovo Anselm Franz von Ingelheim
- Vescovo Matthias Starck
- Arcivescovo Franz Lothar von Schönborn
- Vescovo Friedrich Karl von Schönborn
- Arcivescovo Franz Georg von Schönborn
- Arcivescovo Philipp Karl von Eltz zu Kempenich
- Vescovo Christoph Nebel
- Cardinale Franz Christoph von Hutten zu Stolzenfels

La successione apostolica è:
- Vescovo Johann Adam Buckel (1746)
- Vescovo Adam Friedrich von Seinsheim (1755)